# 沙利纳尔格
沙利纳尔格（法語：Chalinargues，發音：[ʃalinaʁɡ]）是法国康塔尔省的一个市镇，位于该省中东部，属于圣弗卢尔区。沙利纳尔格曾于2016年12月1日与邻近的4个市镇合并为新市镇讷萨格昂皮纳泰勒，成为了讷萨格昂皮纳泰勒的委派市镇。2025年1月1日，讷萨格昂皮纳泰勒拆分回原来的5个市镇，沙利纳尔格重新成为独立市镇。

## 地理
沙利纳尔格（45°9'18.000"N, 2°55'54.998"E）面积27.55 平方千米，位于法国奥弗涅-罗讷-阿尔卑斯大区康塔爾省，该省份为法国中南部省份，位于法國中央高原中心，北起科雷兹省、上盧瓦爾省和多姆山省，西接洛特省和科雷兹省，南至阿韦龙省和洛特省，东临上盧瓦爾省和洛泽尔省。
与沙利纳尔格接壤的市镇（或旧市镇、城区）包括：韦尔诺勒、阿朗什、维拉尔格、塞勒、圣阿娜斯塔西、讷萨格-穆瓦萨克、沙瓦尼亚克。
沙利纳尔格的时区为UTC+01:00、UTC+02:00（夏令时）。

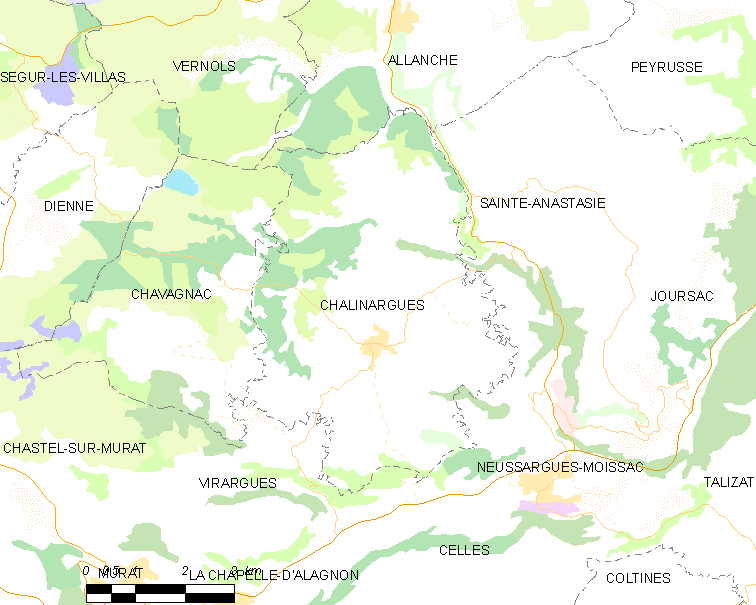
沙利纳尔格的OSM定位图

## 行政
沙利纳尔格的邮政编码为15170，INSEE市镇编码为15035。

## 政治
沙利纳尔格所属的省级选区为米拉县。

## 人口

1962-2008年间沙利纳尔格人口变化图示

沙利纳尔格于2022年1月1日时的人口数量为311人。